# Cold
Cold (románul Țăudu) falu Romániában Szilágy megyében.

## Nevének említése
1839 Tzóld, Czóld, Czóód, Czóldu, 1850, 1857, 1880-1910 Czold, 1863 Czóld; 1920 Țod, Țeud.

## Lakossága
1850-ben 403 fős lakosságában már nem találunk magyarokat. A későbbiekben néhány magyar települt ugyan a faluba (max. 11 fő), de 1992-es népszámlálási adatok szerint, a már csak 266 fős falunak csak 1 magyar lakosa volt. 1850-ben a teljes lakosság görögkatolikus volt, 1992-re 4 fő kivételével minden román ortodox vallású és az 1 magyar református hitű.

## Története
Az Almás völgyében a XIV. századtól jelennek meg a románság falvai, köztük Cold is.
A falu a trianoni békeszerződésig Kolozs vármegye Hídalmási járásához tartozott.
1941-ben Almásnyíres része volt.

## Lásd még
- Kolozs vármegye
- Kalotaszeg